# اچ‌ام‌اس وگتیل (۱۸۰۶)
اچ‌ام‌اس وگتیل (۱۸۰۶) (به انگلیسی: HMS Wagtail (1806)) یک کشتی بود که طول آن ۵۶ فوت ۴ اینچ (۱۷٫۲ متر) بود. این کشتی در سال ۱۸۰۶ ساخته شد.